# John Adair
John Adair (c. 1655 — 1722) foi um agrimensor e cartógrafo escocês, notável pela excelência de seus mapas.

## Biografia
Nada se sabe a respeito de sua filiação, local de nascimento ou início de vida. Seu nome surgiu pela primeira vez perante o público em 1683, quando um prospecto foi publicado em Edimburgo intitulado An Account of the Scottish Atlas, afirmando que o Conselho Privado da Escócia havia contratado John Adair, "matemático e mecânico habilidoso", para efetuar o levantamento topográfico dos Condados da Escócia. Em 1686 Adair deu início ao trabalho topográfico da costa escocesa e dois anos mais tarde tornou-se membro da Royal Society. Adair foi contratado ainda para mais dois outros trabalhos, um em 1695 e outro em 1705. Em 1703 publicou a primeira parte de sua Descrição da Costa Marítima e Ilhas da Escócia (Description of the Sea Coasts and Islands of Scotland) para uso dos marinheiros. A segunda parte nunca foi encontrada.
Foi talvez o primeiro cartógrafo escocês a utilizar-se da triangulação geodésica no seu trabalho. Doze de seus mapas manuscritos chegaram até os nossos dias, abrangendo as Lothians, Stirling, Fife, Kinross e o sul de Perthshire. Infelizmente, as dificuldades financeiras, dentre outras, impediram John Adair de produzir muitos outros mapas, e apenas um pequeno número deles foram publicados durante toda a sua vida. A maioria de seus mapas manuscritos foi destruída em um incêndio em 1811. Entretanto, alguns dos seus mapas de condados escoceses foram gravados e impressos por Richard Cooper na década de 1730.
É bem provável que Adair tenha morrido em Londres no final de 1722. Ele empregou uma quantia considerável de suas próprias economias na execução de seu trabalho, e em 1723 uma remuneração foi entregue pelo governo à sua viúva. Alguns de seus trabalhos estão preservados na Advocates' Library, em Edimburgo e na King's Library, do Museu Britânico, em Londres.